# Tivetshall St Mary
Tivetshall St Mary – wieś w Anglii, w hrabstwie Norfolk, w dystrykcie South Norfolk. Leży 24 km na południe od Norwich i 137 km na północny wschód od Londynu. Miejscowość liczy 302 mieszkańców.